# Xian de Laifeng
Le xian de Laifeng (来凤县 ; pinyin : Láifèng Xiàn) est un district administratif de la province du Hubei en Chine. Il est placé sous la juridiction de la préfecture autonome tujia et miao d'Enshi.

## Démographie
La population du district était de 301 945 habitants en 1999.